# 戈大本
戈大本（1543年—？），字性甫，號紹泉，錦衣衛匠籍直隸蘇州府吳縣人，明朝政治人物。

## 生平
嘉靖三十四年（1555年）乙卯科順天府鄉試第六十九名。萬曆二年（1574年）甲戌科會試第二百一名，第三甲第一百六十四名進士。官至陝西咸寧縣知縣。

## 家族
曾祖父戈麟，曾任訓導；祖父戈宗；父戈春。母劉氏。严侍下。兄大用。弟大化、大中。
| 官衔          | 官衔                         | 官衔          |
| ------------- | ---------------------------- | ------------- |
| 前任： 趙九思 | 明朝咸宁县知县 1574年—1579年 | 繼任： 陳經濟 |